# Morti nel 2012/Dicembre
| Questa pagina contiene informazioni ricavate automaticamente dalle voci biografiche con l'ausilio del template Bio e di un bot. L'aggiornamento è periodico e automatico e ricostruisce completamente la pagina. Se manca una persona in questa lista, sei pregato di non aggiungerla, ma accertati piuttosto che la sua voce biografica contenga il template Bio e che i dati anagrafici siano correttamente compilati. Se il template Bio manca, inseriscilo tu stesso o, in alternativa, metti l'avviso {{tmp\|Bio}} che ne segnala la mancanza. Se i dati riportati sono sbagliati, correggi direttamente la voce biografica; le modifiche saranno visibili in questa lista entro pochi giorni. Per chiarimenti vedi il progetto biografie. La lista contiene solo le 187 persone che sono citate nell'enciclopedia e per le quali è stato implementato correttamente il template Bio. Pagina aggiornata al 18 ago 2025. |

- 1º dicembre - Raymond Ausloos, calciatore belga (n. 1928)
- 1º dicembre - Steve Fox, calciatore inglese (n. 1958)
- 1º dicembre - Makss Levitanuss, calciatore lettone (n. 1916)
- 1º dicembre - Rick Majerus, allenatore di pallacanestro statunitense (n. 1948)
- 1º dicembre - Edouard Saouma, funzionario libanese (n. 1926)
- 1º dicembre - Phil Taylor, calciatore e allenatore di calcio inglese (n. 1917)
- 1º dicembre - Ahmad al-Tayyeb Aldj, poeta, drammaturgo e traduttore marocchino (n. 1928)
- 2 dicembre - David Jonassen, pedagogista statunitense (n. 1947)
- 2 dicembre - Israel Keyes, serial killer statunitense (n. 1978)
- 2 dicembre - Julius Kovazh, calciatore austriaco (n. 1930)
- 2 dicembre - Azumir Veríssimo, calciatore brasiliano (n. 1935)
- 3 dicembre - Jules Mikhael Al-Jamil, arcivescovo cattolico iracheno (n. 1938)
- 3 dicembre - Fëdor Chitruk, regista, sceneggiatore e animatore sovietico (n. 1917)
- 3 dicembre - Slavko Stojanović, calciatore jugoslavo (n. 1930)
- 4 dicembre - Vasilij Ivanovič Belov, scrittore e politico sovietico (n. 1932)
- 4 dicembre - Jean Bollack, filosofo, filologo e storico della filosofia francese (n. 1923)
- 4 dicembre - Jack Brooks, politico statunitense (n. 1922)
- 4 dicembre - Miguel Calero, calciatore colombiano (n. 1971)
- 4 dicembre - Besse Cooper, supercentenaria e insegnante statunitense (n. 1896)
- 4 dicembre - Massimo Giustetti, vescovo cattolico italiano (n. 1926)
- 4 dicembre - Jonathan Harvey, compositore britannico (n. 1939)
- 4 dicembre - Alfredo Abon Lee, militare cubano (n. 1927)
- 4 dicembre - Robert Monclar, cestista francese (n. 1930)
- 4 dicembre - Claudio Mussato, politico e avvocato italiano (n. 1944)
- 5 dicembre - Dave Brubeck, pianista e compositore statunitense (n. 1920)
- 5 dicembre - Francesco Fonti, mafioso e collaboratore di giustizia italiano (n. 1948)
- 5 dicembre - Kazbek Gekkiev, giornalista russo (n. 1984)
- 5 dicembre - Ignazio IV Hazim, arcivescovo ortodosso siriano (n. 1921)
- 5 dicembre - Guido Martinotti, sociologo italiano (n. 1938)
- 5 dicembre - Yves Niaré, pesista e discobolo francese (n. 1977)
- 5 dicembre - Oscar Niemeyer, architetto brasiliano (n. 1907)
- 5 dicembre - Doug Smith, dirigente sportivo e calciatore scozzese (n. 1937)
- 5 dicembre - Felix Weinberg, fisico ceco (n. 1928)
- 5 dicembre - Paolo Zanotti, scrittore e saggista italiano (n. 1971)
- 6 dicembre - Miguel Abia Biteo Boricó, politico equatoguineano (n. 1961)
- 6 dicembre - Luigi Bonizzoni, calciatore e allenatore di calcio italiano (n. 1919)
- 6 dicembre - Mike Boyette, wrestler statunitense (n. 1943)
- 6 dicembre - Jean Diederich, ciclista su strada e ciclocrossista lussemburghese (n. 1922)
- 6 dicembre - Eugenio Gaburri, psicoanalista italiano (n. 1934)
- 6 dicembre - Charlie Kiefer, illustratore e fumettista francese (n. 1927)
- 6 dicembre - Huw Lloyd-Langton, chitarrista inglese (n. 1951)
- 6 dicembre - Marcello Lodetti, maestro di scherma italiano (n. 1931)
- 6 dicembre - Giovanni Sostero, astronomo italiano (n. 1964)
- 7 dicembre - Gilbert Durand, antropologo e saggista francese (n. 1921)
- 7 dicembre - Denis Houf, calciatore belga (n. 1932)
- 7 dicembre - Nikola Ilić, cestista serbo (n. 1985)
- 7 dicembre - Arthur Larsen, tennista statunitense (n. 1925)
- 7 dicembre - Daniel Panzac, storico e orientalista francese (n. 1933)
- 7 dicembre - Claudio Salocchi, designer e architetto italiano (n. 1934)
- 8 dicembre - Vlastimil Luka, calciatore e allenatore di calcio cecoslovacco (n. 1920)
- 8 dicembre - Hal Schaefer, musicista statunitense (n. 1925)
- 8 dicembre - Faysal bin Sa'ud Al Sa'ud, principe e funzionario saudita (n. 1926)
- 9 dicembre - Patrick Moore, astronomo inglese (n. 1923)
- 9 dicembre - Anat Gov, drammaturga israeliana (n. 1953)
- 9 dicembre - Ivan Ljavinec, vescovo cattolico ceco (n. 1923)
- 9 dicembre - Roberto Massi, docente e politico italiano (n. 1931)
- 9 dicembre - André Nelis, velista belga (n. 1935)
- 9 dicembre - Ataa Oko, artista ghanese (n. 1919)
- 9 dicembre - Jenni Rivera, cantante messicana (n. 1969)
- 9 dicembre - Charles Rosen, pianista, musicologo e scrittore statunitense (n. 1927)
- 9 dicembre - Riccardo Schicchi, regista, fotografo e imprenditore italiano (n. 1953)
- 9 dicembre - Norman Joseph Woodland, ingegnere e inventore statunitense (n. 1921)
- 10 dicembre - Iajuddin Ahmed, politico bangladese (n. 1931)
- 10 dicembre - Lisa Della Casa, soprano svizzero (n. 1919)
- 10 dicembre - Marla English, attrice statunitense (n. 1935)
- 10 dicembre - Ed Grady, attore e insegnante statunitense (n. 1923)
- 10 dicembre - Vittoria Ottolenghi, scrittrice, giornalista e saggista italiana (n. 1924)
- 10 dicembre - Gian Carlo Roscioni, critico letterario, scrittore e curatore editoriale italiano (n. 1927)
- 10 dicembre - Nevio Scalamera, calciatore italiano (n. 1924)
- 11 dicembre - Toni Blankenheim, baritono tedesco (n. 1921)
- 11 dicembre - Albert O. Hirschman, economista tedesco (n. 1915)
- 11 dicembre - Ravi Shankar, compositore indiano (n. 1920)
- 11 dicembre - Antonio Placido Torresi, pittore, restauratore e critico d'arte italiano (n. 1951)
- 11 dicembre - Galina Pavlovna Višnevskaja, soprano russo (n. 1926)
- 12 dicembre - Alfred Delcourt, arbitro di calcio belga (n. 1929)
- 12 dicembre - Milo Quesada, attore argentino (n. 1930)
- 12 dicembre - Per Jacobsen, calciatore norvegese (n. 1924)
- 12 dicembre - Walt Kirk, cestista e allenatore di pallacanestro statunitense (n. 1924)
- 12 dicembre - Luciano Negrini, canottiere italiano (n. 1920)
- 13 dicembre - Donnie Andrews, criminale statunitense (n. 1954)
- 13 dicembre - Ian Black, calciatore scozzese (n. 1924)
- 13 dicembre - Maurice Herzog, alpinista e politico francese (n. 1919)
- 13 dicembre - José Naranjo, calciatore messicano (n. 1926)
- 13 dicembre - Otello Voliani, calciatore italiano (n. 1924)
- 13 dicembre - Abdesslam Yassine, attivista marocchino (n. 1928)
- 14 dicembre - Alida Chelli, attrice e cantante italiana (n. 1943)
- 14 dicembre - Klaus Köste, ginnasta tedesco (n. 1943)
- 14 dicembre - Héctor Payán, cestista messicano (n. 1948)
- 14 dicembre - Antonio Russo, politico italiano (n. 1952)
- 15 dicembre - Luigi Celeghin, musicista e organista italiano (n. 1931)
- 15 dicembre - Maryvonne Gilotte, fotografa francese (n. 1940)
- 15 dicembre - Ezzedine Sebai, criminale e serial killer tunisino (n. 1964)
- 15 dicembre - Takeshi Urata, astronomo giapponese (n. 1947)
- 16 dicembre - Febo Conti, conduttore radiofonico e conduttore televisivo italiano (n. 1926)
- 16 dicembre - Pina Lamara, cantante italiana (n. 1925)
- 16 dicembre - Tiziano Manfrin, calciatore italiano (n. 1954)
- 16 dicembre - Adam Ndlovu, calciatore zimbabwese (n. 1970)
- 16 dicembre - Nikolaj Paršin, calciatore sovietico (n. 1929)
- 16 dicembre - Josh Weston, attore pornografico statunitense (n. 1973)
- 17 dicembre - Beatrice Bracco, attrice e regista teatrale argentina (n. 1943)
- 17 dicembre - Dante Cappello, politico e medico italiano (n. 1922)
- 17 dicembre - Massimo Dorati, cantautore e autore televisivo italiano (n. 1953)
- 17 dicembre - Dina Guerri-Manfredini, supercentenaria italiana (n. 1897)
- 17 dicembre - Daniel Inouye, politico statunitense (n. 1924)
- 17 dicembre - Arnaldo Mesa, pugile cubano (n. 1967)
- 18 dicembre - Maria Luisa Baldoni, politica italiana (n. 1929)
- 18 dicembre - Gérald Forton, illustratore francese (n. 1931)
- 18 dicembre - Georgi Kalojančev, attore cinematografico e attore teatrale bulgaro (n. 1925)
- 18 dicembre - Branko Kralj, calciatore jugoslavo (n. 1924)
- 18 dicembre - Mustafa Ould Salek, militare e politico mauritano (n. 1936)
- 18 dicembre - Anna Tavano, atleta paralimpica francese (n. 1948)
- 19 dicembre - Robert Bork, avvocato, giurista e magistrato statunitense (n. 1927)
- 19 dicembre - Paul Crauchet, attore francese (n. 1920)
- 19 dicembre - Colin Davis, pilota automobilistico britannico (n. 1933)
- 19 dicembre - Georges Jobé, pilota motociclistico belga (n. 1961)
- 19 dicembre - Amnon Lipkin-Shahak, politico e generale israeliano (n. 1944)
- 19 dicembre - Larry Morris, giocatore di football americano statunitense (n. 1933)
- 19 dicembre - Keiji Nakazawa, fumettista giapponese (n. 1939)
- 19 dicembre - Aldo Tavolaro, astronomo italiano (n. 1923)
- 20 dicembre - Stan Charlton, calciatore inglese (n. 1929)
- 20 dicembre - Leslie Claudius, hockeista su prato indiano (n. 1927)
- 20 dicembre - Corrado Faissola, banchiere italiano (n. 1935)
- 20 dicembre - Julien Heernaert, ciclista su strada belga (n. 1916)
- 20 dicembre - Manlio Sargenti, avvocato e politico italiano (n. 1915)
- 20 dicembre - Dennis Stevens, calciatore britannico (n. 1933)
- 20 dicembre - Italia Vaniglio, cantante italiana (n. 1926)
- 20 dicembre - Jerome Whitehead, cestista statunitense (n. 1956)
- 21 dicembre - Franco Ceccarelli, musicista e produttore discografico italiano (n. 1942)
- 21 dicembre - Lee Dorman, bassista statunitense (n. 1942)
- 22 dicembre - Emidio Greco, regista e sceneggiatore italiano (n. 1938)
- 22 dicembre - Cliff Osmond, attore e docente statunitense (n. 1937)
- 22 dicembre - Maria Rudolf, partigiana slovena (n. 1926)
- 22 dicembre - Arkadij Vorob'ëv, sollevatore e saggista sovietico (n. 1924)
- 23 dicembre - Luciano Caldari, pittore italiano (n. 1925)
- 23 dicembre - Lêdo Ivo, poeta, saggista e giornalista brasiliano (n. 1924)
- 23 dicembre - Nguyễn Hồng Hà, costumista vietnamita (n. 1955)
- 23 dicembre - Cristian Tudor, calciatore rumeno (n. 1982)
- 23 dicembre - Evelyn Ward, attrice statunitense (n. 1923)
- 24 dicembre - Richard Rodney Bennett, compositore, pianista e docente inglese (n. 1936)
- 24 dicembre - Ray Collins, musicista statunitense (n. 1936)
- 24 dicembre - Mario De Paolis, generale italiano (n. 1924)
- 24 dicembre - Charles Durning, attore statunitense (n. 1923)
- 24 dicembre - Earl Evans, cestista statunitense (n. 1955)
- 24 dicembre - Jack Klugman, attore, regista e scrittore statunitense (n. 1922)
- 24 dicembre - Xavier Mabille, politologo e storico belga (n. 1933)
- 25 dicembre - Sita bint Fahd Al Damir, principessa saudita (n. 1922)
- 25 dicembre - Sergio D'Ottavi, cantante, paroliere e autore televisivo italiano
- 25 dicembre - Marilena Ferrari, imprenditrice italiana (n. 1952)
- 25 dicembre - Othmar Schneider, sciatore alpino, dirigente sportivo e tiratore a segno austriaco (n. 1928)
- 25 dicembre - Birger Tingstad, calciatore norvegese (n. 1939)
- 25 dicembre - Turki bin Sultan Al Sa'ud, principe e politico saudita (n. 1959)
- 26 dicembre - Gerry Anderson, regista, sceneggiatore e produttore televisivo britannico (n. 1929)
- 26 dicembre - Fontella Bass, cantante statunitense (n. 1940)
- 26 dicembre - Rosanna Bettarini, filologa italiana (n. 1938)
- 26 dicembre - Fausto Del Ponte, politico italiano (n. 1924)
- 26 dicembre - Vinka Kitarović, partigiana jugoslava (n. 1926)
- 26 dicembre - Garibaldo Nizzola, lottatore italiano (n. 1927)
- 27 dicembre - Valentin Borejko, canottiere sovietico (n. 1933)
- 27 dicembre - Harry Carey Jr., attore statunitense (n. 1921)
- 27 dicembre - Paul Khoarai, vescovo cattolico lesothiano (n. 1933)
- 27 dicembre - Jorma Kortelainen, fondista finlandese (n. 1932)
- 27 dicembre - Benny McLaughlin, calciatore statunitense (n. 1928)
- 27 dicembre - Norman Schwarzkopf, generale statunitense (n. 1934)
- 27 dicembre - Noriko Sengoku, attrice giapponese (n. 1922)
- 27 dicembre - Vladimir Sinjavskij, lottatore sovietico (n. 1932)
- 28 dicembre - Nicholas Ambraseys, sismologo greco (n. 1929)
- 28 dicembre - Václav Drobný, calciatore ceco (n. 1980)
- 28 dicembre - Jon Finch, attore britannico (n. 1942)
- 28 dicembre - Gemma Hartmann, pittrice danese (n. 1940)
- 28 dicembre - Leif Krantz, regista televisivo, sceneggiatore e produttore televisivo svedese (n. 1932)
- 28 dicembre - Dan Kraus, cestista statunitense (n. 1923)
- 28 dicembre - Raimondo Luraghi, storico e partigiano italiano (n. 1921)
- 28 dicembre - Fred Rehm, cestista statunitense (n. 1921)
- 28 dicembre - Emmanuel Scheffer, allenatore di calcio e calciatore israeliano (n. 1924)
- 29 dicembre - Péter Dely, scacchista ungherese (n. 1934)
- 29 dicembre - Salvador Reyes, calciatore messicano (n. 1936)
- 29 dicembre - Paulo Rocha, regista cinematografico, sceneggiatore e attore portoghese (n. 1935)
- 29 dicembre - Erv Staggs, cestista statunitense (n. 1948)
- 30 dicembre - Philip Coppens, scrittore, giornalista e conduttore radiofonico belga (n. 1971)
- 30 dicembre - Pietro Fanciulli, presbitero, matematico e letterato italiano (n. 1920)
- 30 dicembre - Mike Hopkins, tecnico del suono neozelandese (n. 1959)
- 30 dicembre - Konstantin Ivanovič Kobec, generale russo (n. 1939)
- 30 dicembre - Rita Levi-Montalcini, neurologa italiana (n. 1909)
- 30 dicembre - Carl Woese, biologo statunitense (n. 1928)
- 31 dicembre - Epifanio La Porta, politico e sindacalista italiano (n. 1925)
- 31 dicembre - Antonio Mola, politico italiano (n. 1924)
- 31 dicembre - Sergio de Castro, artista argentino (n. 1922)